# Jais
Jais es un municipio situada en el distrito de Amethi en el estado de Uttar Pradesh (India). Su población es de 26735 habitantes (2011). 

## Demografía
Según el  censo de 2011 la población de Jais era de 26735 habitantes, de los cuales el 52% eran hombres y el 48% eran mujeres. Jais tiene una tasa media de alfabetización del 62,42%, inferior a la media nacional del 67,68%: la alfabetización masculina es del 70%, y la alfabetización femenina del 54,54%.